# Gmina Słupia Konecka
Słupia Konecka ist eine Landgemeinde im Powiat Konecki der Woiwodschaft Heiligkreuz in Polen. Ihr Hauptort ist Słupia.

## Gemeinde
Zur Landgemeinde (gmina wiejska) gehören folgende Ortsteile mit einem Schulzenamt:
Bania
Biały Ług
Budzisław
Bukowie
Czerwona Wola
Czerwona Wola-Kolonia
Gabrielów
Hucisko
Kadłub
Mnin
Mokry Las
Niwki
Nowa Wieś
Olszówka Pilczycka
Piaski
Pijanów
Pilczyca
Radwanów
Radwanów-Kolonia
Ruda Pilczycka
Rytlów
Skąpe
Słupia
Szwedy
Wólka
Zaostrów
Weitere Ortschaften der Gemeinde sind:
Biały Ług-Kolonia
Błagodać
Brzezina
Bukowie
Gabrielów
Kajetanów
Konradów
Malik
Mogielnica
Mokre
Na Stawkach
Podwole
Pijanów-Kolonia
Przymusów
Skąpe Drugie
Słomiana
Zofiówka